# География на Мароко
Мароко е държава разположена в северозападната част на Африка, край бреговете на Атлантическия океан и Средиземно море. На изток и югоизток Мароко граничи с Алжир (дължина на границата – 1559 km), на юг – със Западна Сахара (443 km), а на север – с испанските градове анклави Сеута и Мелиля (общо 16 km). Общата дължина на сухоземните граници е 2018 km. На запад и северозапад се мие от водите на Атлантическия океан (дължина на бреговата линия – 2934 km), а на север – от водите на Средиземно море (512 km). Общата дължина на бреговата линия е 3446 km. Бреговете на Средиземно море са предимно планински, стръмни, с тесни плажови ивици и множество малки и удобни за корабоплаването заливи. Бреговете на Атлантическия океан са акумулативни, предимно ниски, понякога заблатени и почти никъде не създават естествени условия, благоприятни за създаването на пристанища. На север Гибралтарския проток отделя Мароко от Испания и Европа. От север на юг се простира на 990 km, а от запад на изток – 770 km. В тези си граници заема площ от 446 550 km². Населението към 1.1.2020 г. възлиза на 37 112 000 души. Столица е град рабат.
Територията на Мароко се простира между 27°40′ и 35°55′ с.ш. и между 1°00′ и 13°10′ з.д. Крайните точки на страната са следните:
- крайна северна точка – 35°55′20″ с. ш. 5°24′04″ з. д. / 35.922222° с. ш. 5.401111° з. д., на брега на Гибралтарския проток.
- крайна южна точка – 27°40′ с.ш., граница със Западна Сахара. Дължина на границата по паралела 443 km от 8°40′ до 13°10′ з.д.
- крайна западна точка – 27°40′00″ с. ш. 13°10′22″ з. д. / 27.666667° с. ш. 13.172778° з. д., на границата със Западна Сахара, на брега на Атлантическия океан.
- крайна източна точка – 32°31′00″ с. ш. 0°59′49″ з. д. / 32.516667° с. ш. 0.996944° з. д., на границата с Алжир.[2]

## Релеф
Мароко е предимно планинска страна. Преобладават средновисоките и високите планини, високите равнини и плата (месета). От югозапад на североизток се простира системата на Атласките планини: Висок Атлас (връх Джебел Тубкал, 4167 m, най-високата точка на страната), Среден Атлас (връх Бу Насър, 3340 m), Антиатлас (връх Адрари Аклим, 2531 m). На север, покрай брега на Средиземно море е разположена планината Ер Риф (връх Тидигин, 2456 m), а покрай брега на Атлантическия океан се намират големите низини Гарб, Абда, Сус. На северозапад се простират обширна равнина и платото Мароканска Месета (Джебала), а на североизток – платото на т.нар. Алжиро-Мароканска Месета (с височина 1100 – 1200 m) с котловини и големи солончаци. На юг от Антиатлас е разположено каменистото плато Джебел Бани, преминаващо на юг и югоизток в пясъчните и каменистите равнини на Сахара. Територията на Мароко се отличава със своята висока сеизмичност, с чести разрушителни земетресения.

## Геоложки строеж, полезни изкопаеми
В геоложко отношение Мароко се поделя на 3 успоредни една на друга зони. На юг е планината Антиатлас с докамбрийска основа и палеозойски чехъл, смачкан в различни по конфигурация гънки. В средните части на страната е планинската система на Атласките планини, за основа на които служи херцинска нагъната система, покрита с мезозойски чехъл и усложнена с множество нагъвания. На север е разположена зоната Ер Риф, отнасяща се към алпийската геосинклинална зона, образувана от система от сложна тектонска покривка, припокриващи се една с друга в направление от северна юг. Покривните пластове се състоят предимно от слоеве от глинести шисти, флишеви слоеве, мергели и варовици, с мезозойска и палеогенска възраст. Ер Риф се отделя от зоната на Атласките планини с предпланинско огъване, запълнено с иоценски наслаги.
Първо място сред полезните изкопаеми на Мароко заемат фосфоритите, които са с палеоценска и еоценска възраст (в районите на Хуригбга и Юсуфия). В сраната има залежи на каменна сол в триасовите наслаги, оловни руди – в юрските наслаги, находища на кобалтови, медни, цинкови и железни руди, привързани към палеозойски и докамбрийски пластове. В източната част на страната е каменовъгления басейн Джерада, а в Предрифското огъване има малки находища на нефт и природен газ.

## Климат
Мароко има субтропичен и тропичен климат. В северната част на страната, откъм Средиземно море, климата е субтропичен, средиземноморски, със средна юлска температура 24 – 28°С (понякога достига до 30 – 35°С), а средната януарска е 10 – 12°С. В северозападната част на страната, силно влияние оказват въздушните маси от Атлантическия океан, поради това климатът там е по-мек и с малки температурни денонощни и годишни амплитуди, отколкото в останалата част на страната. С отдалечаването от крайбрежието, особено в междупланинските понижения, климатът става все по-континентален. В планините повече от 100 дни в годината температурите са под 0°С, а над 2000 m почти през цялата зима се задържа снежна покривка. На юг и югоизток климатът става още по-сух. Годишната сума на валежите на север и в планините е около 1000 mm и повече, на юг до 200 mm, а в предсахарските райони под 100 mm. Понякога валежи не падат по няколко години. често явление в южните райони са пясъчните бури.

## Води
Реките с постоянен и целогодишен отток в Мароко са малко. От Атласките планини в Атлантическия океан и в Средиземно море се оттичат реките Ум ер Рбия (556 km), Мулуя (520 km), Себу (458 km), Тенсифт (270 km), Бу Регрег (240 km). За тях е характерно бурното прииждане по време на епизодични поройни дъждове през есента и зимата и почти пълно пресъхване през лятото. На най-пълноводни от тях Ум ер Рбия и Себу са изградени високи преградни стени сголеми язовири и мощни ВЕЦ-ове. Всички останали реки пресъхват през лятото и се превръщат в суходолия (т.нар. уади), като най-голямата е Дра (1150 km, най-дългата река в Мароко). езерата в Мароко са малко и в голямата си част са солени. На изток са разположени пресъхващи солени езера (себхи), а по атлантическото крайбрежие – заблатени лагуни (мержи).

## Почви, растителност
Най-разпространените почви в Мароко са кафявите, развити под сухи гори и храсти, а най-плодородни са пясъчните, глинесто-пясъчните и черните глиненсти почви в крайбрежните равнини, междупланинските котловини и по долините на реките на север. В планините преобладават кафявите планински горски, по платата и южните равнини – кафявите карбонатни и сиво-кафявите, а в крайния юг – примитивните пустинни почви.
Най-характерната растителност в Мароко са вечнозелените твърдолистни гори, които обаче под въздействието на човешката дейност в голяма степен са или унищожени, или са заменени с друга, вторична растителност (макия, шибляк). Горите са се съхранили предимно в планините и на северозапад и заемат около 12% от територията на страната. В планините е ясно изразена височинната зоналност. За ниските пояси в крайбрежните райони, склоновете на хълмовете и ниските планини в северните части на Мароко са характерни малки горички от маслини и шамфъстък, палмата джудже дум и вечнозелени гори от корков и каменен дъб (в крайбрежните части и на височина от 400 до 1500 m). На височина 1500 – 2000 m в планините се появяват иглолистни видове и хвойна. В най-овлажнените райони на Ер Риф и Среден Атлас са се съхранили кедрови гори. В по-сухите райони на Ер Риф, Среден и Висок Атлас на тази височина кедровите гори са заменени с гори от туя (берберска туя и др.) и хвойна. Последните в централните райони на Висок Атлас на височина 2000 – 3000 m на места образуват гъст пояс. Над 3000 m се появява рядка и ниска храстова и тревна растителност, а над 4000 m планинските склонове и върхове са почти голи. На югозапад са разпространени ксерофитни редки гори от арганско дърво (аргания), а на юг от Антиатлас – от акации, от които се добива гума арабика. В сухите тревисти степи и полупустини обширни пространства са заети от тревата алфа, пелин и дрин. Върху силно засолените почви се развива халофилна растителност (солянка, гетаф и др.).

## Животински свят
Животинският свят на Мароко е силно нарушен във връзка с многовековната човешка дейност. Към началото на 20-и век са изтребени последните лъвове и много видове антилопи. Територията на страната обитават: бозайници – зайци, диви прасета, чакали; влечуги – змии, костенурки; земноводни, птици, насекоми, скорпиони. В планинските райони се срещат маймуна макак, хиена, пантера (среща се много рядко), а в планинските реки – пъстърва. В източните полупустинни и пустинни райони още са се съхранили дропла, заек, скачаща мишка, а от хищниците – чакал, хиена, рис, каракал, лисица. На юг от Висок Атлас често се среща африканска кобра и рогата усойница, многочислени пясъчни и скачащи мишки. Има и много вредители: насекоми – скакалци саранча, марокански скакалци и големи колонии от гризачи. Крайбрежните води, особено на Атлантическия океан, са богати на ценни видове риби (сардина, тон, макрел, марлин и др.).